# Josue Souza Santos
Josue Souza Santos (10 de julio de 1987, Brasil) es un jugador profesional de fútbol que juega como delantero en Ríver Atlético Clube de la Copa do Nordeste de Futebol.

## Clubes
| Club                       | País       | Año               |
| -------------------------- | ---------- | ----------------- |
| Sagan Tosu                 | Japón      | 2007 - 2009       |
| Machida Zelvia             | Japón      | 2009              |
| Anagennisi Karditsa        | Grecia     | 2010 - 2011       |
| Qormi F.C.                 | Malta      | 2011 - 2012       |
| AD San Carlos              | Costa Rica | 2012              |
| Inter de Limeira           | Brasil     | 2013              |
| Guarani Esporte Clube (MG) | Brasil     | 2014              |
| Ríver                      | Brasil     | 2014 - Actualidad |